# Mauro Checcoli
Mauro Checcoli (* 1. März 1943 in Bologna) ist ein ehemaliger italienischer Vielseitigkeitsreiter.

## Werdegang
Checcoli nahm an den Olympischen Sommerspielen 1964 in Tokio teil und errang dort beim Vielseitigkeitsreiten sowohl im Einzel- als auch im Mannschaftswettkampf die Goldmedaille. 1968 und 1984 trat er erneut bei den Olympischen Spielen an. Dabei schied er 1968 sowohl im Einzel als auch mit der Mannschaft vorzeitig aus, während er 1984 im Einzel Achter und mit der Mannschaft Siebter wurde. 1972 verpasste er die Teilnahme kurzfristig aufgrund einer Verletzung seines Pferdes. Von 1988 bis 1996 war Checcoli Präsident des italienischen Verbands für Pferdesport.